# دونمة

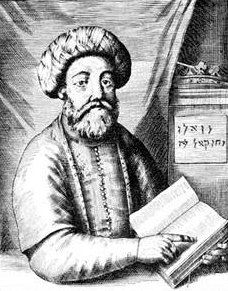
شبتاي تسفي إعتقد كثير من اليهود انه المسيح، ظهر في فترة الدولة العثمانية

الدونمة هي طائفة من اليهود من أتباع سباتاي زيفي الذي ادعى أنه المسيح، ثم ادعى أنه أسلم بعد أن تم القبض عليه في عهد السلطان محمد الرابع، وأمر أتباعه من اليهود بالإسلام الذين عُرفوا لاحقاً بالسبتيين أو الدونمة.
الدونمة "Dönme" كلمة تركية معنها العائد أو المرتد، وقد اختارها الأتراك وأطلقوها على هؤلاء اليهود المتظاهرين بالإسلام، حيث أضمروا اليهودية في نفوسهم.
المؤسس الأول لهذه الفئة «سباتاي زيفي» ولد في يوليو 1626، بمدينة إزمير التركية من أبوين يهوديين مهاجرين من إسبانيا، وقام بنشاط كبير في تنشيط الفكرة وتأصيلها، وبعد أن توفي عام 1675م سار أتباعه على دربه في محاولة للحفاظ على وحدة وتواصل الجماعة.

## نشأة الدونمة
أصل فكرة الدونمة هو من شخص يدعى سباتاي زيفي ولد في تركية من أبوين يهوديين هاجروا من إسبانيا هروبًا من محاكم التفتيش التي انتشرت فيها آنذاك. كان (ساباتاي) شغوفا بمطالعة الكتب الدينية ويتردد على دروس الحاخامات وهو لم يبلغ الخامسة عشرة من عمره، وكان يدلي بآراء تدعو إلى الإعجاب والتقدير من قومه.
فترة ظهور (ساباتاي) تزامنت مع أوقات حرجة تمر بها الدولة العثمانية، وأوروبا تمر فترة محاكم التفتيش..واليهود مضطهدون في كل مكان.. وقد تيقظت في أذهان اليهود دعوى «المسيح المنتظر»، حتى أنّ كهنة اليهود يعتقدون بظهور المخلص سنة 1648.
في هذه الأجواء قرر (ساباتاي) أن يدّعي النبوة فراح يصوم كل يوم ويغتسل استعدادًا لليوم الموعود وبعض الروايات تقول أنه لم يباشر زوجتيه الأوليين وظل عزبا…
في سنة 1648 أشاع (ساباتاي) بين أصحابه المقربين أنه قد نُبّئ. فصدّقوه واتبعوه ولم يجد رفضا وعندما رأى تأييدا لدعوته من قبل يهود العالم أخذ يُصدّق بأنه المسيح الموعود فأخذ يضفي لنفسه ألقابا برسائله مثل: «ابن الله البكر»، «أبوكم إسرائيل» مما أثار بعض الحاخامين عليه، وألغى الدعاء للخليفة العثماني الذي كان يُقرأ في المعبد اليهودي ووضع بدلاً منه الدعاء له كملك لليهود ومخلّص لهم.
وأخذ يُعدّل في دين اليهود ويبدل ويزيد حتى ثار عليه بعض الحاخامين، ولكنه استطاع أن ينتصر عليهم ويؤلّب عليهم، وأضحى يهود إزمير طوع أمره ورهن إشارته، وبدأت الوفود تأتيه من الخارج: من أدرنة ورودس وصوفيا وألمانية، وأخذَ يُنظم أموره وأمور أتباعه ومريديه.. فبدأ يستقبل زواره بمواعيد ومراسيم معينة، وكان على شغف خاص باستقبال زواره من النساء.
قسّم (ساباتاي)العالم إلى 38 منطقة وعيّن لكل منها حاكمًا كما غيّر بعض التقاليد اليهودية، أمّا السلطة العثمانية فلم تهتم بما يجري لسببين:
1- التسامح الديني الذي كانت تنتهجه وقتها.
2-انشغالها بحرب جزيرة كريت
(كان السلطان آنذاك محمد الرابع).. ولما أصبح وضع (ساباتاي) خطير على الدولة سُجنَ، وكان ينكر كل التهم التي وُجهت إليه، ولكن الوقائع والمستندات كانت دامغة عليه، ثمّ وصلت وشاية للمسؤولين بأنه خَطّطَ لإنشاء إمبراطورية يهودية داخل الدولة العثمانية.. فأمروا بنقله لقصر أدرنة لحسم أمره.
كانَ عندَ السلطان محمد..ويتحاور مع رئيس الوزراء (مصطفى باشا) وشيخ الإسلام (يحيى أفندي منقري زادة) وإمام القصر (محمد أفندي وانلي) ثم قيل له بواسطة الترجمان:
تدّعي أنك المسيح المنتظر فأرنا معجزتك.
سنجردك من الثياب ونجعلك هدفا لسهام المهرة من رجالنا..إن لم تُغرز السهام بجسمك سيقبل السلطان ادعائك
فأنكر (ساباتاي) كل شيء وادّعى أنّ الواشين عليه هم الذين رسموا صورته، وأمر السلطان محمد بعرض الإسلام عليه
فآثر بدهاء اليهودي وحرصه على الحياة أن يفتدي إمبراطوريته الوهمية بدخوله في الإسلام ظاهرًا ويتسمى باسم محمد عزيز أفندي وينجو من الموت المحتوم، وبهذا كان (ساباتاي) أول شخص في العالم من (الدونمة) ومؤسس مذهب هذه الطائفة. ثم أرسل إلى مريديه وأتباعه يقول لهم: «لقد جعلني الله مسلمًا، أنا أخوكم محمد البواب هكذا أمرني الله فامتثلت».

## التاريخ
وعلى الرغم من اعتناقهم المفترض للإسلام، إلا أن السبتيين ظلوا قريبين من اليهودية سرًا واستمروا في ممارسة الطقوس اليهودية سرًا. واعترفوا بسبتاي سيفي (1626-1676) على أنه المسيح اليهودي، والتزموا ببعض الوصايا اليهودية التي تشبه تلك الموجودة في اليهودية الحاخامية، وصلوا بالعبرية واليهودية الإسبانية. كما أقاموا أيضًا طقوسًا للاحتفال بالأحداث المهمة في حياة سيفي وفسروا اهتداء سيفي بطريقة كابالية. انقسمت الدونمة إلى عدة فروع. الأول هو إزميرلي (إزميرلي)، وقد تشكلت في إزمير (سميرنا) وكانت الطائفة الأصلية، التي انشق عنها في النهاية فرعين آخرين. أنشأ الانشقاق الأول الطائفة اليعقوبية التي أسسها يعقوب كويريدو (حوالي 1650-1690)، وهو شقيق زوجة سيفي الأخيرة. ادعى كويريدو أنه تجسيد لسيفي ومسيحاً في حد ذاته. أما الانشقاق الثاني عن الإزميرلي فكان نتيجة الادعاءات بأن الحاخام بيروشيا روسو (باروخ كونيو، 1677-1720) من سالونيكا، المعروف بالتركية باسم عثمان بابا، كان التقمص الحقيقي لروح زيفي. وقد حظيت هذه المزاعم بالاهتمام وأدت إلى ظهور فرع كاراكاشي أو كونيوسو (لادينو)، وهو الفرع الأكثر عددًا والأكثر تشددًا من فروع الدونمة.
كان المبشرون من كاراكاشي أو كونيوسو نشطين في بولندا في الجزء الأول من القرن الثامن عشر وعلموا يعقوب فرانك (1726-1791)، الذي ادعى فيما بعد أنه ورث روح روسو. استمر فرانك في إنشاء الفرانكية، وهي حركة سبتية كاربوقراطية جديدة متميزة في أوروبا الشرقية. مجموعة أخرى هي الليشلي، وهم يهود من أصل بولندي، عاشوا في المنفى في تسالونيكي والقسطنطينية.
وقد أشار بعض المعلقين إلى أن العديد من الأعضاء البارزين في حركة ”تركيا الفتاة“، وهي حركة مناهضة للاستبداد من الثوار الملكيين الدستوريين الذين أجبروا السلطان على منح دستور في عام 1908، كانوا من الدونمة. في وقت التبادل السكاني بين اليونان وتركيا في عام 1923، حاول بعض الدونمة في تسالونيكي أن يُعترف بهم كغير مسلمين لتجنب إجبارهم على مغادرة المدينة. كان أحد قادة مؤامرة إزمير لاغتيال الرئيس مصطفى كمال باشا (أتاتورك) في إزمير بعد تأسيس الجمهورية التركية هو أحد قادة مؤامرة اغتيال الرئيس مصطفى كمال باشا في إزمير وهو دُونمة يُدعى محمد جاويد بك، وهو عضو مؤسس في لجنة الاتحاد والترقي ووزير المالية السابق في الدولة العثمانية. أُدين جاويد بك بعد تحقيق حكومي، وأُعدم شنقاً في 26 أغسطس 1926 في أنقرة. وبعد تأسيس الجمهورية التركية في عام 1923، ترافقت سياسات أتاتورك القومية التركية التي اتبعها أتاتورك بعد تأسيس الجمهورية التركية في ثلاثينيات وأربعينيات القرن العشرين، والتي تركت الأقليات العرقية والدينية في مأزق، مع دعاية معادية للسامية من قبل الناشرين القوميين.

## الأيديولوجيا
تمحورت إيديولوجية الدونمة في القرن السابع عشر في المقام الأول حول الوصايا الثمانية عشر، وهي تنويع على الوصايا العشر، حيث يفسر تحريم الزنا على أنه إجراء احترازي أكثر من كونه حظرًا، ومن المحتمل أن يكون قد تم تضمينه لشرح الأنشطة الجنسية المناهضة للشذوذ الجنسي لدى السبتيين. تهتم الوصايا الإضافية بتحديد أنواع التفاعلات التي يمكن أن تحدث بين طائفة الدونمة والطائفتين اليهودية والمسلمة. كانت أبسط قواعد التفاعل هذه هي تفضيل العلاقات داخل الطائفة على تلك التي خارجها وتجنب الزواج من اليهود أو المسلمين. وعلى الرغم من ذلك، فقد حافظوا على علاقاتهم مع الصابئة الذين لم يعتنقوا الإسلام وحتى مع الحاخامات اليهود الذين كانوا يسوون سراً الخلافات المتعلقة بالشريعة اليهودية.
وفيما يتعلق بالطقوس، كان الدونمة يتبعون التقاليد اليهودية والإسلامية على حد سواء، ويتنقلون بينهما حسب الضرورة للاندماج في المجتمع العثماني. كان الدونمة مسلمين ظاهريًا ويهودًا سبتيين سرًا، وكانوا يحتفلون بالأعياد الإسلامية مثل شهر رمضان، ولكنهم كانوا يحافظون أيضًا على شعائر السبت ويمارسون البريت ميلا ويحتفلون بالأعياد اليهودية. كان جزء كبير من طقوس الدونمة مزيجًا من عناصر مختلفة من الكابالا والسبتية والشريعة اليهودية التقليدية والصوفية.
تطورت طقوس الدينمي مع نمو الطائفة وانتشارها. في البداية، كان معظم أدبهم مكتوبًا باللغة العبرية، ولكن مع تطور الجماعة، حلت اللغة اللدينية محل العبرية وأصبحت ليس فقط اللغة العامية بل أيضًا اللغة الليتورجية. وعلى الرغم من أن الدونمة انقسموا إلى عدة طوائف، إلا أنهم جميعًا كانوا يؤمنون بأن زيفي هو المسيح المنتظر وأنه كشف عن ”التوراة الروحية“ الحقيقية التي كانت أسمى من التوراة الأرضية العملية. احتفل الدونمة بالأعياد المرتبطة بنقاط مختلفة في حياة زيفي وتاريخ اهتدائهم. استنادًا على الأقل جزئيًا إلى الفهم الكابالي للألوهية، اعتقد الدونمة أن هناك علاقة ثلاثية بين تجليات الألوهية، مما ولّد العديد من النزاعات مع المجتمعات الإسلامية واليهودية على حد سواء. وكان أبرز مصدر للمعارضة من الديانات الأخرى المعاصرة هو الممارسة الشائعة لتبادل الزوجات بين أعضاء الدونمة.
استند التسلسل الهرمي للدونمة على تقسيمات الفروع. كان الإزميرلي، المكون من طبقات التجار والمثقفين، على رأس التسلسل الهرمي. وكان الحرفيون يميلون في الغالب إلى أن يكونوا كاراكاشيين، بينما كانت الطبقات الدنيا في الغالب من اليعقوبيين. وكان لكل فرع مجتمع الصلاة الخاص به والمنظم في كحل أو جماعة. ووفرت شبكة اقتصادية داخلية واسعة النطاق الدعم للطبقات الدنيا من الدونمة على الرغم من الاختلافات الأيديولوجية بين الفروع المختلفة.
بعد إعلان استقلال إسرائيل عام 1948، هاجر عدد قليل من عائلات الدونمة إلى إسرائيل. في عام 1994، بدأ إلغاز زورلو، وهو محاسب ادعى أنه من أصل دونمي من جهة أمه، بنشر مقالات في مجلات التاريخ كشف فيها عن هويته الدونمية التي أعلنها بنفسه وعرض الدونمة ومعتقداتهم. وبما أن الحاخام باشي في تركيا والحاخامية الكبرى في إسرائيل لم يقبلا بالدونمة كيهود دون أن يعتنق الدونمة اليهودية لفترة طويلة، تقدم زورلو بطلب إلى محكمة إسطنبول الابتدائية التاسعة في يوليو 2000. وطلب تغيير انتمائه الديني في بطاقة هويته التركية من ”الإسلام“ إلى ”يهودي“ وكسب قضيته. وبعد فترة وجيزة، قبلته مؤسسة بيت الدين التركية كيهودي.
ولكن، بما أن إسرائيل لا تعترف به كيهودي، فإن الدونمة غير مؤهلين للاستفادة من قانون العودة. بالنسبة لقانون العودة البرتغالي، يعود قرار الاعتراف بالدونمة كيهود من عدمه إلى المجتمعات اليهودية المحلية. يتشابه وضع الدونمة مع وضع الفلاش مورا.

## معاداة السامية والتشابكات السياسية المزعومة
تتمحور معاداة السامية التركية والادعاءات التي تستند إليها حول الدونمة. ووفقًا للمؤرخ مارك ديفيد باير، فإن لهذه الظاهرة جذورًا عميقة في التاريخ العثماني المتأخر، وقد استمر إرثها من الاتهامات التآمرية طوال تاريخ الجمهورية التركية ولا يزال حيًا فيها حتى اليوم. تميل معاداة السامية الحديثة إلى تقديم اليهود كوحدة متجانسة في كل مكان تعمل في الخفاء عبر مجموعات عالمية متنوعة سعياً للسيطرة السياسية والاقتصادية العالمية عبر قنوات سرية. وباعتبارها طائفة سبتية مشفرة، لطالما كانت طائفة الدونمة هدفًا سهلًا للادعاءات حول السيطرة السياسية والنفوذ الاجتماعي السري اليهودي المشفر، سواءً كانت متهمة بتحريك الاضطرابات السياسية ضد الوضع الراهن، أو متهمة بتشكيل قبضة النظام القمعي على الوضع الراهن.
إن التاريخ الدونمي للسبتية اللاهوتية والطقوسية السرية المتجذرة في التقاليد اليهودية، إلى جانب الالتزام العلني بالإسلام، يجعل الاتهامات بالسيطرة اليهودية السرية ملائمة، وفقًا لباير. ”اليهودي السري"، إذن، يأخذ معنى مزدوجًا يتمثل في كونهم يهودًا سريين ويهودًا يتصرفون بسرية لممارسة السيطرة؛ فهويتهم الدينية السرية في المقام الأول تتوافق، بالنسبة لمنظري المؤامرة، مع نفوذهم السري، خاصة عندما لا يمكن تمييزهم عن المسلمين الأتراك العاديين الذين يقيمون في كل مكان، وكما يقول باير، عندما يرى اللاسامي الحديث أن اليهودي ’في كل مكان‘ بالضرورة. وقد قيل إن مناورات الدونمة كانت في قلب ثورة تركيا الفتاة وإسقاطها للسلطان عبد الحميد الثاني وحل المؤسسة الدينية العثمانية وتأسيس جمهورية علمانية. وقد صوّر المعارضون السياسيون المسلمون المتدينون المؤيدون للسلطان هذه الأحداث على أنها مؤامرة يهودية وماسونية عالمية نفذها الدونمة التركية. وطرح الإسلامويون نظرية المؤامرة التي تزعم أن أتاتورك كان من الدونمة من أجل التشهير به لأنهم كانوا يعارضون إصلاحاته، واختلقوا العديد من نظريات المؤامرة الأخرى عنه.

## المصدر
- كتاب مصطلحات سياسية للكاتب الصحفي عادل حمودة
- كتاب السلطان عبد الحميد بين الإنصاف والجحود محمد الهلالي
- Baer، Marc David (2010). The Dönme : Jewish converts, Muslim revolutionaries, and secular Turks. Stanford University Press. ISBN:978-0-8047-7256-3. OCLC:589169152.
- Landau، Jacob M. (2007). "The Dönmes: Crypto-Jews under Turkish Rule". Jewish Political Studies Review. ج. 19 ع. 1/2: 109–118. ISSN:0792-335X. مؤرشف من الأصل في 2013-04-15.
- Şisman, Cengiz (20 Aug 2015). The Burden of Silence: Sabbatai Sevi and the Evolution of the Ottoman-Turkish Donmes (بالإنجليزية). Oxford University Press. Archived from the original on 2024-11-13.